# 관영하
관영하(關詠荷, 관융허, 영문명은 Esther Kwan, 1964년 7월 16일 ~ )는 중화인민공화국 홍콩 특별행정구의 여성 연극배우, 영화배우이다. 홍콩에서 출생하였으며 지난날 한때 중화인민공화국 광둥성 포산 시 난하이 구에서 잠시 유아기를 보낸 적이 있는 그녀는 1983년 패션 잡지 모델로 첫 데뷔하였고 이듬해 1984년부터 연극배우로 활동하다가 1988년 텔레비전 드라마에 첫 출연하였으며 1991년 영화 《첩혈위정(喋血危情)》으로 영화배우로 데뷔하였다. 2003년 영화배우 장자후이(張家輝)와 결혼하였고 2007년 득녀(得女)하였다.